# Mario Plenković
Mario Plenković (Svirče, 23. studenoga 1947. – Zagreb, 19. veljače 2022.) bio je hrvatski komunikolog.

## Životopis
Rođen je 23. studenog 1947. godine u Svirču na Hvaru. Završio je klasičnu gimnaziju te je magistrirao u Zagrebu 1976. godine iz komunikologije. Doktorirao je na polju organizacijskih i informacijskih znanosti 1978. godine. Predavao je na Grafičkom fakultetu Sveučilišta u Zagrebu.
Bio je osnivač više studijskih smjerova u Hrvatskoj, Sloveniji i Austriji.Bio je Bio je osnivač i predsjednik Hrvatskoga komunikološkog društva i predsjednik International Federation of Communication Associations.
Otac je hrvatskog premijera Andreja Plenkovića.
Preminuo je 19. veljače 2022. godine u Zagrebu.

## Djela
Važnija su mu djela:
- „Demokratizacija masmedija” (1980.)
- „Teorija i praksa javnog komuniciranja” (1983.)
- „Suvremena radiotelevizijska retorika” (1989.)
- „Poslovna komunikologija” (1991.)
- „Komunikologija masovnih medija” (1993.)
- „Uvod u masovne medije” (2004.)
- „Medijska komunikacija” (2014.)

## Počasti
- Redoviti član Academiae Scientiarum et Artium Europeae u Salzburgu (2013.)[1]

### Članci
- Boras, Damir. 2022. In memoriam Mario Plenković (1947. – 2022.). Mostariensia. Sveučilište u Mostaru. Mostar. 26 (1): 167–169

### Mrežna sjedišta
- Plenković, Mario. Hrvatska enciklopedija LZMK. Pristupljeno 31. ožujka 2025.